# Salwey Winnington
Salwey Winnington (getauft 28. August 1666; † 6. November 1736) war ein englisch-britischer Politiker.

## Leben
Salwey Winnington war der älteste Sohn von Sir Francis Winnington aus dessen zweiter Ehe mit Elizabeth Salwey, Tochter des Edward Salwey. Er hatte drei Brüder, unter anderem Edward Jeffreys, und zwei Schwestern. Der spätere Abgeordnete Francis Winnington war ein Sohn seines Bruders Francis.
Nachdem der Abgeordnete Henry Herbert 1694 zum Baron Herbert of Chirbury erhoben wurde und damit aus dem House of Commons ausschied, kandidierte Winnington bei der Nachwahl als Abgeordneter für das Borough Bewdley in Worcestershire. Winnington gehörte dem Unterhaus vom 19. November 1694 bis 1708 an. Bei den Wahlen 1708 unterlag er Hon. Henry Herbert, dem Sohn von Henry Herbert, 1. Baron Herbert of Chirbury, und langjährigen Rivalen um Winningtons Parlamentssitz. Als Herbert 1709 seinem Vater als 2. Baron Herbert of Chirbury nachfolgte kandidierte Winnington nicht bei der Nachwahl. Er trat erst wieder 1710 im Borough Bewdley an, unterlag jedoch Anthony Lechmere. Wie schon bei der Wahl 1708 legte Winnington Beschwerde gegen die Wahl seines Kontrahenten ein. Anders als 1708 war er diesmal jedoch erfolgreich und wurde im Dezember 1710 erneut Abgeordneter im House of Commons. Diesem gehörte er bis zu seiner Wahlniederlage 1715 an. Winnington zog sich nun aus der Politik zurück.
Am 24. Juli 1690 heiratete er Anne Foley, die Tochter von Thomas Foley. Aus der gingen drei Söhne und fünf Töchter hervor. Sein Sohn Thomas wurde später ebenfalls Abgeordneter.